# Carducci
Carducci – polski herb szlachecki z nobilitacji.

## Opis herbu
Na tarczy dzielonej w słup w polu prawym nieznany herb rodowy, w polu lewym, czerwonym połuorzeł srebrny, ukoronowany.

## Najwcześniejsze wzmianki
Nadany przez Zygmunta Augusta Andrzejowi Carducciemu z Florencji. Powstał przez udostojnienie herbu rodowego herbem Polski.

## Herbowni
Carducci.